# Eduardo Chillida
Eduardo Chillida Juantegui (ur. 10 stycznia 1924 w San Sebastián, zm. 19 sierpnia 2002 tamże) – hiszpański rzeźbiarz abstrakcjonista pochodzący z Kraju Basków.

## Życie
W 1947 roku porzucił studia architektoniczne na Politechnice w Madrycie. Po roku przeniósł się do Paryża, gdzie mógł całkowicie poświęcić się rzeźbie.
Jego pierwsza wystawa odbyła się w Paryżu w 1950 r. W tym samym roku poślubił Pilar Belzunce. W swojej karierze artystycznej został doceniony i nagrodzony wieloma międzynarodowymi odznaczeniami. Jego prace znajdują się w ponad 20 muzeach całego świata.

## Twórczość
Był jednym z czołowych przedstawicieli abstrakcji w rzeźbie XX wieku. Znany z dzieł, w których łączył architekturę z rzeźbą. Integrował swoją sztukę z otaczającym ją krajobrazem, tak aby podkreślała ona siłę przyrody.
Artysta pochodzący z Kraju Basków używał przyrządów i materiałów związanych z terenami wiejskimi – jak żelazo – i opanował technikę pracy w hucie. Używał także betonu.
Można wyróżnić dwa etapy jego rozwoju artystycznego:
- Pierwszy etap (1956–66): duże znaczenie materiału, z którego została wykonana rzeźba (kamień, beton, alabaster, drewno, żelazo i stal).
- Drugi etap: zainteresowanie relacją między rzeźbą a architekturą, dzieła dużych rozmiarów, umieszczane w krajobrazie naturalnym, jak i w przestrzeni miejskiej (El Peine del Viento], Elogio del Agua, La Casa de Goethe))

Jego rzeźby znajdują się nad brzegiem morza (San Sebastian) lub w górach (w Japonii) i w miastach jak (Waszyngton, Paryż, Lund, Munster, Madryt, Palma de Mallorca, Guernica i Berlin).

## Galeria

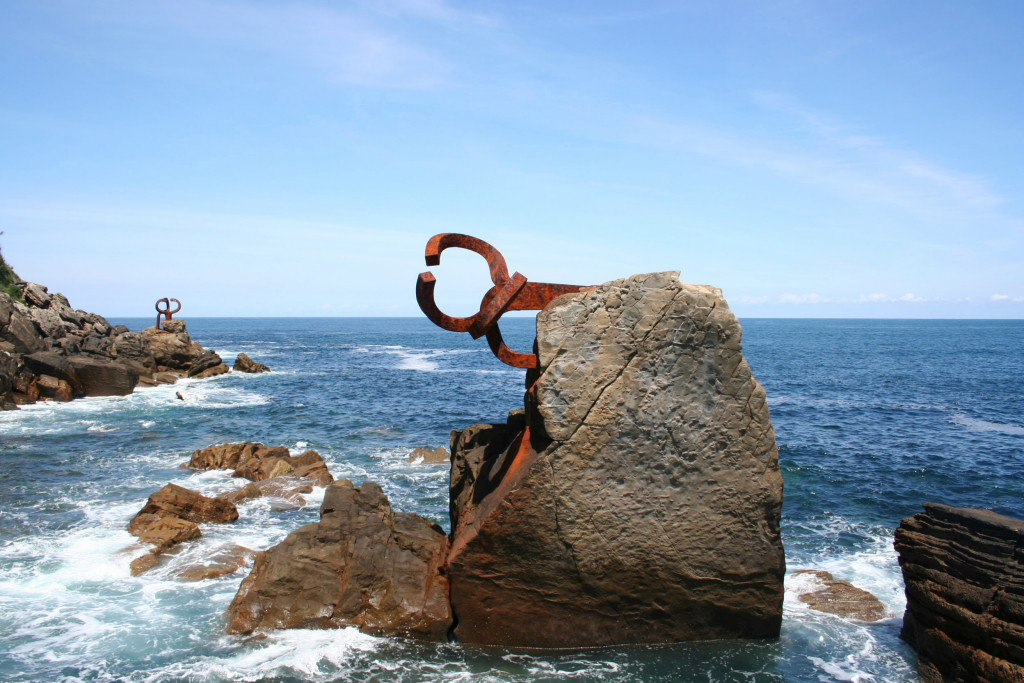
El Peine del Viento, San Sebastián
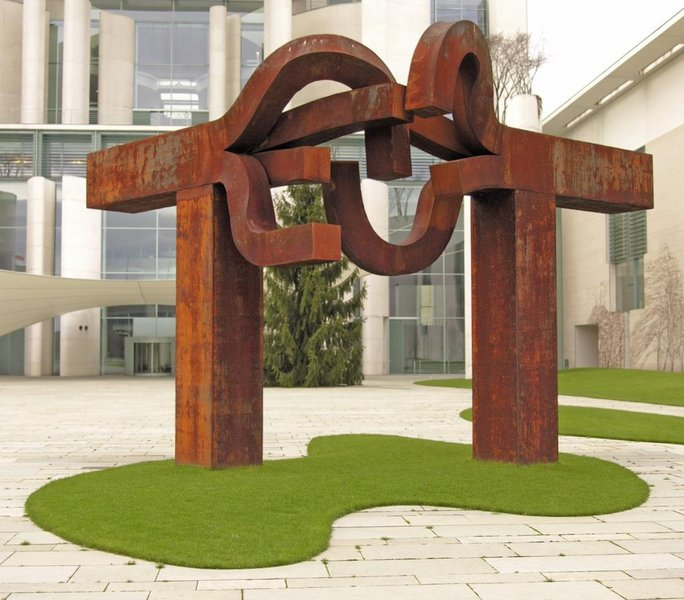
Berlin, Berlin
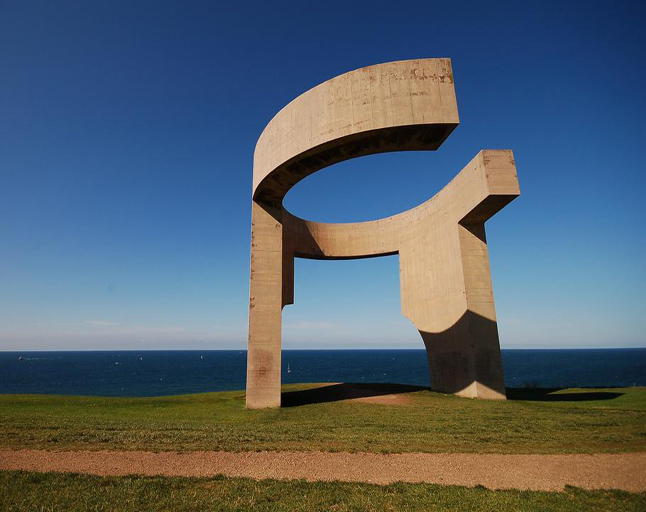
Elogio del horizonte, Gijón
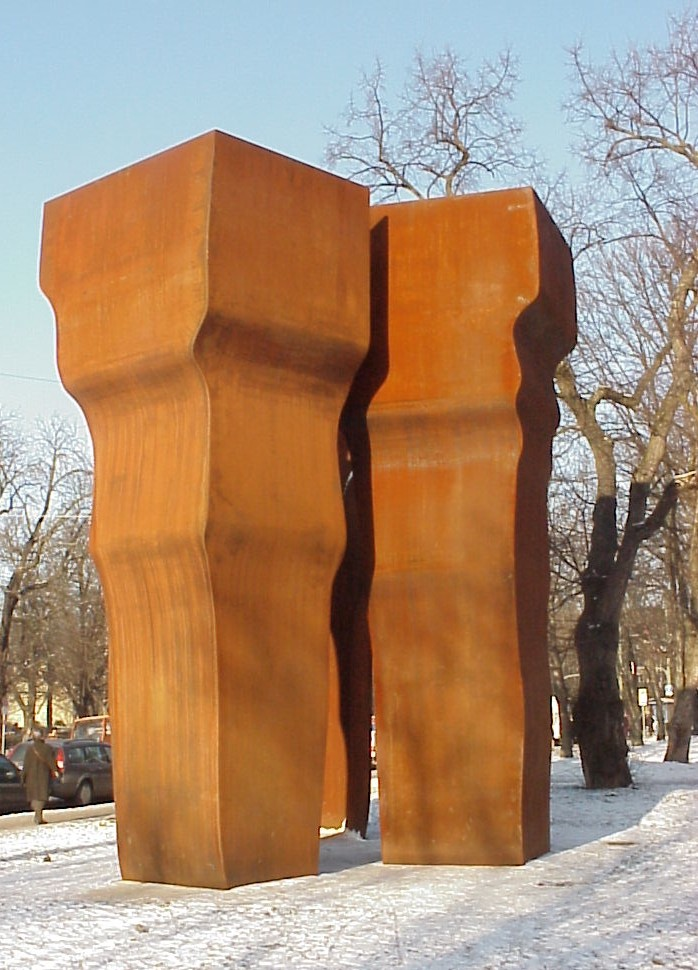
Buscando la Luz, Monachium
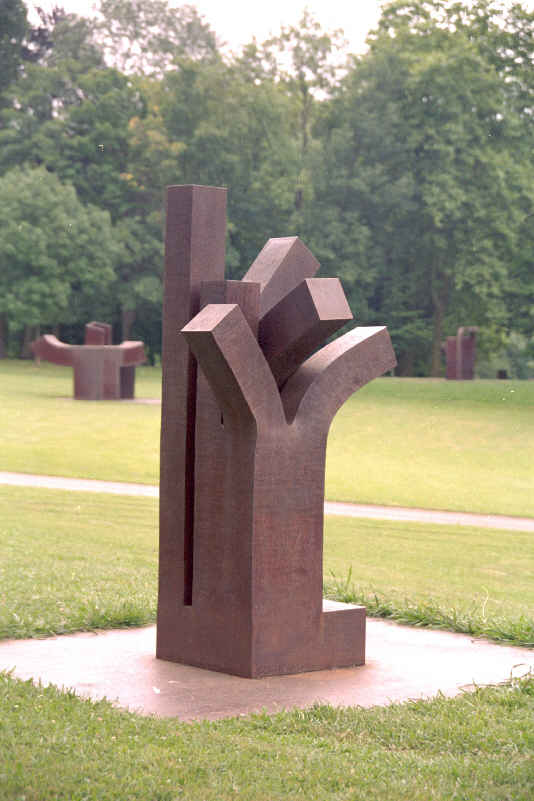
Rzeźba z Muzeum Chillida-Leku, Hernani

## Nagrody
Chillida został doceniony już za życia. Otrzymał niemal każde możliwe odznaczenie w dziedzinie sztuki. Spośród nich należy podkreślić następujące:
- Premium Imperiale za rzeźbę znajdującą się obecnie w Muzeum Chillida-Leku
- Nagroda z Ministerstwa Spraw Zagranicznych rządu japońskiego w X Biennale w Tokio
- Nagroda Rembrandta
- Nagroda Fundacji Wolfa w dziedzinie sztuki
- Nagroda Księcia Asturii w dziedzinie sztuki
- Nagroda Carnegie
- Pour le Mérite za Naukę i Sztukę (1987)[1].